# Regra dos 3,5%
A regra dos 3,5% é um conceito da ciência política que afirma que, quando 3,5% da população de um país protesta de forma não violenta contra um governo, é provável que esse governo perca o poder. A regra foi formulada por Erica Chenoweth em 2013 e surgiu a partir de ideias originalmente publicadas pelo cientista político Mark Lichbach em 1995 em seu livro The Rebel's Dilemma: Economics, Cognition, and Society.

## Formulação
Chenoweth e Maria Stephan estudaram as taxas de sucesso de movimentos de resistência civil entre 1900 e 2006, concentrando-se nos principais esforços violentos e não violentos para provocar mudanças de regime nesse período. Para ser classificado como bem-sucedido, um movimento precisava alcançar seus objetivos dentro de um ano após o pico de participação e atender a critérios rigorosos de não violência. Ao comparar as taxas de sucesso de 323 campanhas violentas e não violentas, Stephan e Chenoweth demonstraram que apenas 26% das revoltas violentas tiveram êxito, enquanto 53% das campanhas não violentas foram bem-sucedidas. Dos 25 maiores movimentos analisados, 20 eram não violentos, e eles descobriram que movimentos não violentos atraíram, em média, quatro vezes mais participantes do que os violentos. Além disso, eles mostraram que movimentos não violentos tendiam a preceder o desenvolvimento de regimes mais democráticos em comparação com movimentos violentos.
Chenoweth criou uma regra sobre o nível de participação necessário para um movimento ter sucesso, chamando-a de "regra dos 3,5%", com base em descobertas originalmente discutidas por Mark Lichbach em 1995, em The Rebel's Dilemma: Economics, Cognition, and Society. Lichbach propôs que 5% da população seria capaz de derrubar um governo, e que nenhum movimento de oposição conseguiria ultrapassar esse número devido ao problema do free-rider (carona livre). Em 2013, Chenoweth revisitou a proposta de Lichbach usando o banco de dados Nonviolent and Violent Campaigns and Outcomes (NAVCO) 1.1. Ela descobriu que quase todos os movimentos com participação ativa de pelo menos 3,5% da população obtiveram sucesso. Todas as campanhas que atingiram esse limite foram não violentas. Chenoweth observou que campanhas não violentas atraem mais participantes do que as violentas, em parte porque exigem menos capacidade física ou acesso a armas, e que o maior número de pessoas aumenta a probabilidade de sucesso político. No entanto, ela alerta que a regra deve ser vista como uma "regra geral" e não como uma lei rígida, descrevendo-a como uma teoria descritiva (que analisa padrões) e não prescritiva (que define o que deve ser feito). Ela também ressalta a importância de outros fatores, como momentum, organização e liderança estratégica.
Posteriormente, Chenoweth observou que tanto a resistência não violenta quanto a armada têm se tornado menos eficazes desde 2010, concluindo que isso se deve ao fato de regimes autoritários estarem aprendendo com a história, coordenando-se entre si e treinando seus exércitos e polícias para evitar deserções em suas fileiras. Como consequência, Chenoweth recomenda que movimentos de resistência civil levem essas mudanças em consideração e adaptem suas táticas de acordo.
Entre os movimentos citados por Chenoweth como exemplos bem-sucedidos que se alinham à regra dos 3,5% estão a Revolução dos Cedros no Líbano, a Revolução Cantada nos países bálticos, parte dos protestos egípcios entre 2012-2013, a queda do comunismo na Albânia, os protestos sudaneses de 2019-2022, a Revolução de Veludo na Tchecoslováquia e a Revolução Rosa na Geórgia.

## Avaliações
Ron Pagnucco escreve de forma favorável sobre a pesquisa que embasa a regra, ao mesmo tempo em que ressalta que "protestos tão grandes também podem fortalecer a posição de reformistas dentro da elite em relação aos linha-dura em um regime autoritário", em vez de simplesmente contribuir para a diminuição do apoio aos governantes. Kyle R. Matthews argumenta que o movimento Extinction Rebellion interpretou erroneamente a pesquisa, pois "os dados de Chenoweth e Stephan referem-se a mudanças sistêmicas em nível nacional, principalmente a derrubada de governos autocráticos, e não se aplicam a mudanças em estados democráticos liberais".
Richard Seifman, ex-funcionário do Banco Mundial, observa que protestos não violentos em Brunei e no Bahrein atraíram mais de 3,5% da população, mas não conseguiram provocar mudanças de regime. Chenoweth, no entanto, ressalta que Brunei e Bahrein eram pequenas monarquias cujos governantes contavam com o apoio de aliados externos poderosos (o Reino Unido, no caso de Brunei, e a Arábia Saudita, no caso do Bahrein). Ela também destaca que, embora o tamanho da participação esteja associado ao sucesso de um movimento, houve casos de movimentos não violentos que alcançaram seus objetivos sem atingir o patamar de 3,5% de apoio. Seifman ainda observa que a formação de coalizões e o uso das redes sociais são elementos essenciais para o sucesso de um movimento, enquanto a desinformação tende a prejudicá-lo.
Alexei Anisin criticou o banco de dados NAVCO, argumentando que ele omite tanto revoltas não violentas fracassadas quanto revoluções violentas bem-sucedidas. Ele aponta que o estudo NAVCO comete erros de classificação ao ignorar resistências violentas não armadas - como o uso de paus, pedras e carros incendiados - que foram decisivas para o sucesso de algumas revoluções.

## Em protestos
A regra dos 3,5% tem sido referenciada como meta por ativistas do movimento climático, que argumentam que, se esse percentual da população aderir à causa, mudanças serão inevitáveis. Entretanto, em um editorial, a revista The Economist ressalta que esse nível de participação está atualmente muito longe de ser alcançado.
Em 2025, a regra dos 3,5% ganhou destaque nos protestos contra Donald Trump, incluindo aqueles relacionados à política de imigração dos EUA. Membros do movimento 50501 organizaram os protestos Hands Off em 5 de abril de 2025, divulgando uma declaração que afirmava em parte: "5 de abril foi nosso quarto dia nacional de ação, e não será o último. Estamos comprometidos em construir nosso Movimento Popular pacífico e alcançar 3,5% de participação. A história mostra que quando apenas 3,5% da população se engaja em resistência pacífica sustentada - a mudança transformadora é inevitável". Um esforço colaborativo de cálculo aproximado para contabilizar a participação nos protestos No Kings de junho de 2025 estimou o público total "na faixa de 4 a 6 milhões de pessoas", o que representa aproximadamente 1,2% a 1,8% da população americana.